# Мушинский, Генрик
Генрик Юзеф Мушинский (пол. Henryk Józef Muszyński; род. 20 марта 1933, Косьцежина, Польша) — польский прелат. Титулярный епископ Вилла Регис и вспомогательный епископ Пельплина с 23 февраля 1985 по 19 декабря 1987. Епископ Влоцлавека с 19 декабря 1987 по 25 марта 1992. Архиепископ Гнезненский с 25 марта 1992 по 8 мая 2010. Примас Польши с 8 мая 2010.

## Награды
- Кавалер Большого креста ордена Возрождения Польши (8 июня 2010 года)[1].
- Командор ордена Возрождения Польши (8 ноября 2001 года)[2].
- Большой крест со звездой ордена «За заслуги перед Федеративной Республикой Германия» (2001 год)[3].
- Командор со звездой ордена Святого Гроба Господнего Иерусалимского (1996 год)[4].
- Komandoria Missio Reconciliationis (2008 год, Всепольское общество «Миссия примирения»)[5].